# Olpium pallipes balcanicum
Olpium pallipes balcanicum es una subespecie de arácnido del orden Pseudoscorpionida de la familia Olpiidae.

## Distribución geográfica
Se encuentra en Grecia y en Israel.